# Abolhassan Bani Sadr
Pour les articles homonymes, voir Abolhassan et Sadr.
 (mai 2009).
Si vous disposez d'ouvrages ou d'articles de référence ou si vous connaissez des sites web de qualité traitant du thème abordé ici, merci de compléter l'article en donnant les références utiles à sa vérifiabilité et en les liant à la section « Notes et références ».
Abolhassan Bani Sadr (en persan : ابوالحسن بنی‌صدر), né le 22 mars 1933 à Hamadan (Iran) et mort le 9 octobre 2021 à Paris (France), est un homme d'État iranien, président de la République islamique de février 1980 à juin 1981.
Après l'abolition de l'État impérial d'Iran de la dynastie Pahlavi, il est ministre des Affaires étrangères dans le gouvernement provisoire de l'Iran (1979-1980).
Candidat indépendant à l'élection présidentielle de 1980, il est élu président de la République islamique avec 76,5 % des suffrages exprimés. Il est destitué l'année suivante par le Parlement.
Il vit par la suite en exil en France, où il participe à la fondation du Conseil national de la résistance iranienne. Il se consacre alors à l'écriture et critique le régime iranien, en particulier le guide suprême Ali Khamenei.

## Biographie

### Jeunesse
Il est le fils d'un ayatollah, Bani-Sadr Hamedani. Il passe son enfance dans sa ville natale, puis vient à Téhéran pour y poursuivre ses études au lycée et à l'université.
Ces années sont marquées par le mouvement pour la nationalisation du pétrole, qui est à son apogée. Bani Sadr prend conscience des principes d’indépendance et de liberté, principes qui occuperont une place primordiale dans son parcours politique et scientifique. Il y consacrera une grande partie de ses études afin de leur donner un contenu et un sens clair.
Leader des étudiants pro-mossadeghistes à l’université de Téhéran, il est arrêté et emprisonné à deux reprises, puis part en exil en France en 1963.

### Premier exil
À Paris, il poursuit ses études et ses recherches dans trois disciplines : l’économie, la sociologie et l’Islam.
Durant ces années, le débat politique est dominé par une guerre des primautés : primauté de l’indépendance sur la liberté, primauté de la liberté sur l’indépendance, primauté de la révolution sociale et de la dictature du prolétariat sur la liberté et l’indépendance, primauté de l’Islam sur l’ensemble de ces principes.
Pour mettre fin à cette guerre des primautés, Bani Sadr va définir sur la base de l’équilibre nul, les principes de l’indépendance, de la liberté, du développement de l'homme et assainissement de la nature et de l’islam. Cette nouvelle voie permettra de mettre un terme à cette guerre des primautés et donnera naissance à la pensée directrice de la Révolution iranienne.
Abol Hassan Bani Sadr poursuit également ses activités politiques et met notamment en place avec d'autres Iraniens exilés, le Comité Jean Paul Sartre pour la défense des prisonniers politiques iraniens.
En 1971, il fait la connaissance de l'ayatollah Khomeini à Nadjaf, lorsqu’il s’y rend pour accompagner la dépouille de son père.
En octobre 1978, quand Khomeini est expulsé d'Irak, Bani Sadr lui propose de venir en France et l'accueille d'abord dans son appartement de Cachan. Le 10 octobre, Khomeini s'installe à Neauphle-le-Château, où il va lancer le mouvement qui aboutira à la chute du régime du shah. Bani Sadr est alors l'un des trois plus proches conseillers de l'imam, avec Sadegh Ghotbzadeh et Ebrahim Yazdi. Il est chargé de la définition du contenu politique du mouvement d'opposition au régime iranien.

### Retour en Iran
En février 1979, il rentre en Iran. Il est élu en deuxième place, à Téhéran, à l’Assemblée des experts pour la rédaction de la première constitution.
Il est nommé ministre des Finances et ministre provisoire des Affaires étrangères pour résoudre la crise des otages de l’ambassade américaine de Téhéran, à laquelle il s’opposait.
En janvier 1980, il est élu président de la République à une très large majorité (76 % des voix). Le candidat des religieux n'obtint que 4 % des voix. Le 22 septembre 1980, avec le déclenchement de la guerre Iran-Irak, il est constamment présent sur le front, en tant que chef des forces armées.
Les perspectives d’une victoire sur le front et la crainte d’une mise à l’écart des religieux, d'une part, et ayant fait le compromis concernant les otages américains avec l'état-major du candidat à la présidence Ronald Reagan de l'autre, poussent les dirigeants du Parti de la République islamique à fomenter un coup d’État contre lui. Il est destitué en juin 1981. 

### Deuxième exil
Bani Sadr vit alors en exil en France, à Versailles, dans une villa protégée par la police française.
Il poursuit son combat pour la démocratie en Iran. Convaincu que celle-ci, en Iran mais aussi dans les autres pays musulmans, exige une renaissance dans la pensée islamique, il a travaillé sur les principes directeurs du Coran, notamment son principe de base, l'équilibre nul ou l'absence de rapports de force. À la lumière d'une lecture basée sur ce principe, il a écrit de nombreux livres pour définir les principes directeurs du Coran, la place des droits de l'homme et de la femme et pour montrer que le discours du Coran est un discours d'indépendance et de liberté de l'homme et non un discours de pouvoir.
Les résultats de ses recherches sont publiés sous forme de livres ou d’articles, principalement en français, anglais, arabe et persan.

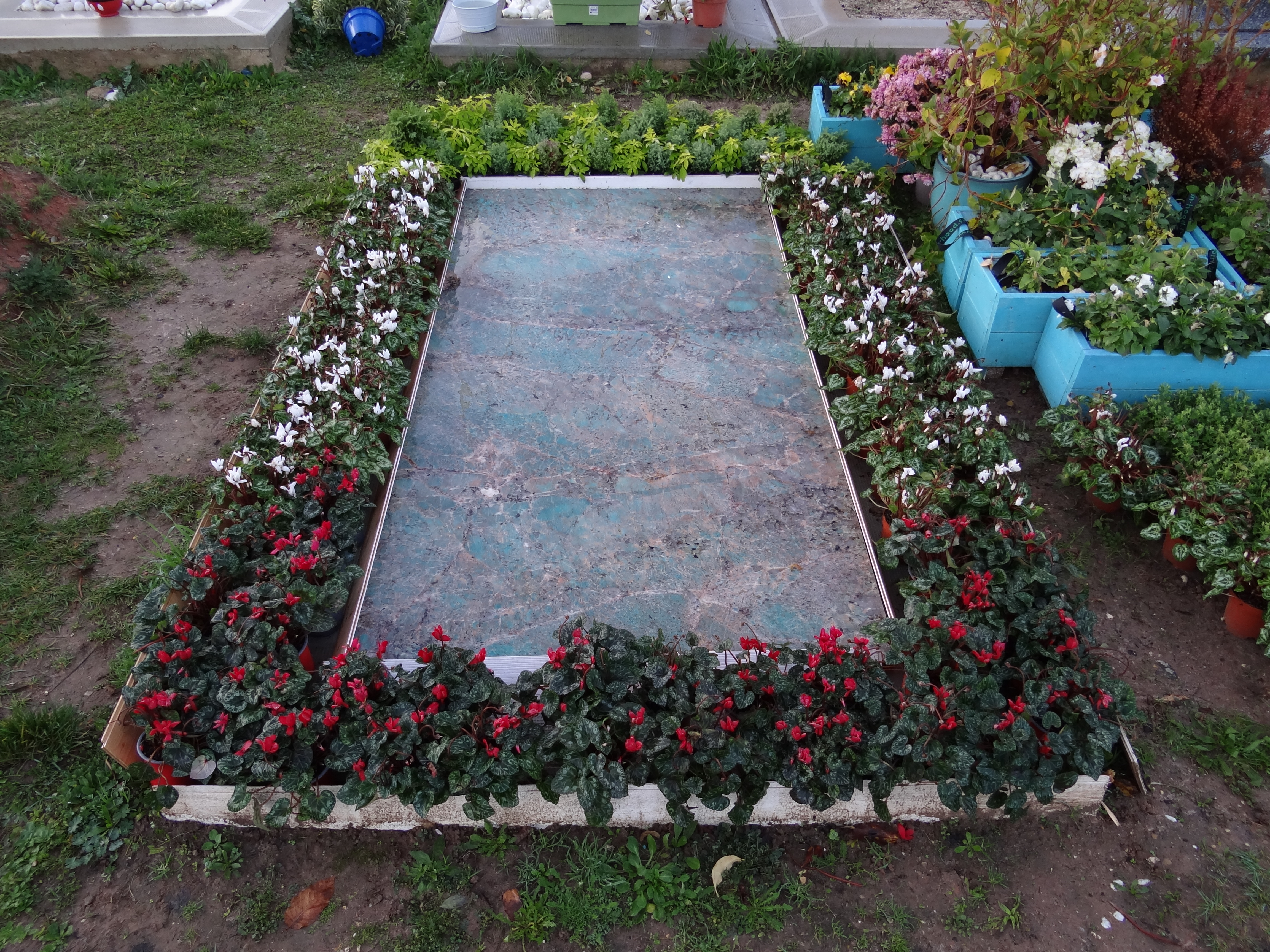
La tombe d'Abolhassan Bani Sadr au cimetière des Gonards à Versailles (Yvelines).

Abolhassan Bani Sadr meurt le 9 octobre 2021 à hôpital de la Pitié-Salpêtrière à Paris, des suites d'une longue maladie, à l'âge de 88 ans. Il a été inhumé au cimetière des Gonards, à Versailles, en respectant sa dernière volonté qui est de reposer en France tant que la démocratie n'aura pas été instaurée en Iran.